# Роберт II де Коммерси
Роберт II де Сарребрюк-Коммерси (Robert II de Sarrebruck-Commercy) (ум. 04.09.1504, Париж) — граф Брены и де Руси, сеньор де Коммерси, де Монмирайль и де ла Ферте-Гоше.
Из рода немецких графов фон Саарбрюккен (по-французски Сарребрюк). Сын Аме II де Сарребрюк-Коммерси (ум. 1476) и Гийлеметты Люксембургской. Родился не ранее 1462 г., когда поженились его родители. В некоторых исследованиях указан 1468 год.
Наследовал отцу в 1476 году, 4 декабря 1478 года принёс оммаж за эти владения королю Людовику XI. Такой же оммаж он принёс 8 мая 1482 года за сеньории Линанж и Апремон.
После смерти дяди, Жана VII де Пьерпона, унаследовал графство Руси (1497).
С 5 февраля 1487 года был женат на Марии д’Амбуаз (р. ок. 1472, ум. 09.01.1519), дочери Шарля I д’Амбуаза и Катарины де Шовиньи. Дети:
- Аме III де Сарребрюк-Коммерси (20.10.1495-19.11.1525), граф де Руси и де Брен, сеньор де Коммерси. Его единственный сын умер в детском возрасте.
- Филиппа де Сарребрюк-Коммерси (1490—1551), дама де Коммерси после смерти брата
- Катарина де Сарребрюк-Коммерси (ум. 1542), графиня де Руси (после смерти брата), дама де Пьерпон и де Брикне
- Гийлеметта де Сарребрюк-Коммерси (ум. 1571), графиня Брены (после смерти брата), фрейлина Екатерины Медичи и Марии Стюарт, жена Роберта III де Ла Марка.

Роберт II де Сарребрюк-Коммерси умер в Париже 04.09.1504. Его вдова Мария д’Амбуаз в 1508 г. вышла замуж за барона Жана VI де Креки (ей было около 36 лет).